# Een zeldzame vogel: verhalen
Een zeldzame vogel: verhalen is het debuut van Jostein Gaarder. De oorspronkelijke uitgave verscheen in 1986 in het Noors, onder de titel Diagnosen og andre noveller.
De thema’s die in zijn latere wereldwijde bestsellers een rol spelen, vindt de lezer al in deze verhalen terug.